# Stechow-Ferchesar
Stechow-Ferchesar település Németországban, azon belül Brandenburgban. Lakosainak száma 897 fő (2023. december 31.).

## Népesség
A település népességének változása:
| Lakosok száma | 905  | 898  | 896  | 884  | 897  |
|               | 2017 | 2019 | 2021 | 2022 | 2023 |